# IOS 7
iOS 7 — седьмой крупный выпуск мобильной операционной системы iOS, разработанный Apple Inc. и являющийся преемником iOS 6. Об этом было объявлено на Всемирной конференции разработчиков компании 10 июня 2013 года, а выпуск состоялся 18 сентября того же года. На смену ей пришла iOS 8 17 сентября 2014 года.
iOS 7 представила полностью переработанный пользовательский интерфейс, дизайн которого был разработан командой под руководством бывшего старшего вице-президента Apple по дизайну Джонатана Айва. Новый внешний вид с более плоскими значками, новой функцией разблокировки слайдом и новой анимацией был описан Айвом как «глубокая и непреходящая красота в простоте». Новый дизайн был реализован во всей операционной системе, включая Центр уведомлений, который был обновлен тремя вкладками, предлагающими различные представления информации; уведомления видны на экране блокировки; переработанный голосовой помощник Siri с визуальными индикаторами; и Центр управления, предлагающий легкий доступ к наиболее часто используемым функциям. iOS 7 также представила AirDrop (аналог S Beam), технологию беспроводного обмена данными; CarPlay, интеграция с телефоном и автомобилем; и автоматические обновления приложений в App Store.
Восприятие iOS 7 было смешано-негативным. Новый язык дизайна подвергся сильной критике, при этом критики отметили реализацию изменений дизайна, а не фактические улучшения производительности, и привели такие примеры, как анимация, задерживающая доступ, отсутствие согласованности значков и скрытие кнопок, как отрицательные аспекты взаимодействия с пользователем. Добавление Центра управления, а также обновления Siri и многозадачности получили высокую оценку. Вскоре после выпуска появились сообщения о том, что новый дизайн вызывает тошноту, и эта тенденция объяснялась тем, что она была вызвана анимацией с эффектами, аналогичными автомобильной болезни.
Принятие пользователями iOS 7 было быстрым. Сообщалось, что его доля на рынке iOS достигла 35 % через один день и была установлена на 200 миллионов устройств в течение 5 дней, что, по словам Apple, было «самым быстрым обновлением программного обеспечения в истории».

## Возможности
iOS 7 была представлена 10 июня 2013 года, во время открытия WWDC 2013. Apple называет операционную систему «самым большим изменением iOS после выхода оригинального iPhone». Наиболее заметным изменением является кардинально переработанный интерфейс. В рекламном ролике, показанным во время основной презентации, Джонатан Айв описал обновление как «внесение порядка в запутанность», подчёркивая следующие особенности: изысканные тонкие шрифты, прозрачность, слои и новые значки, дизайн которых не повторяет реальные предметы, поскольку их назначение понятно интуитивно. Дизайн iOS 7 и OS X Mavericks (представленной в тот же день) содержат значительно меньше элементов скевоморфизма (таких как зелёный стол в Game Center, деревянная текстура в приложениях Киоск и iBooks и кожи в Календаре).
Установив iOS 7, получаешь новый телефон, но хорошо знакомый в использовании.Крейг Федериги
Во время презентации новой операционной системы старший вице-президент Apple Крейг Федериги подчеркнул 10 основных изменений:
Пункт управления
Подобно Центру уведомлений, Пункт управления доступен с помощью жеста вверх в нижней части экрана и обеспечивает доступ к таким параметрам как авиарежим, яркость, управление мультимедиа, AirPlay, AirDrop и быстрый доступ к некоторым функциям: фонарик, часы, калькулятор и камера.
Многозадачность
iOS 7 основана на вытесняющей многозадачности, введённой в iOS 4. Поддерживается фоновое обновление приложений.
Safari
В Safari стало доступно поле «умного» поиска, впервые представленное в Safari 6 для OS X Mountain Lion. Другие изменения включают в себя родительский контроль, улучшенные обмен ссылками в Twitter и Список для чтения.
AirDrop
С помощью функции AirDrop (впервые представлена в OS X Lion), доступной для iPhone 5, iPad (4-го поколения), iPad mini, и iPod touch 5-го поколения, можно обмениваться файлами (фотографиями, видео, карточками контактов и т. д.) с другими пользователями iOS-устройств.
Камера
Новый интерфейс камеры позволяет переходить между четырьмя различными режимами: видео, фото, квадратные и панорамные фото. Также появилась возможность наложить на снимки один из девяти различных фильтров.
Фотографии
Приложение «Фото» в iOS 7 использует информацию каждой фотографии, чтобы сортировать их по дате, месту и году съёмки, а также поддерживает загрузку видео в фотопоток (представлен в iOS 5).
Siri
Интерфейс Siri также был изменён. Для каждого представленного языка появилась опция выбора между мужским и женским голосом. Улучшена интеграция с Твиттером, Википедией и поисковой системой Bing. Появилась возможность управлять системными настройками с помощью голосовых команд.
CarPlay
«CarPlay» (ранее «iOS в Машине») использует Siri, интегрированную в отдельные модели автомобилей для управления навигацией, телефоном, музыкой и iMessage на экране автомобиля. Функция стала доступна вместе с iOS 7.1, релиз которой состоялся в марте 2014 года.
App Store
Новые функции: поиск по возрастной группе, «Рядом со мной», а также реализовано автоматическое обновление приложений.
Музыка и iTunes Radio
Наряду с изменениями интерфейса, в приложение Музыка теперь встроен iTunes Radio (сервис потокового воспроизведения музыки, наподобие Spotify). В США служба стала доступна после выхода бета-версии iOS 7. Запуск в Великобритании и Европе ожидается позже.
Другие изменения, упомянутые, но не освещённые подробно в презентации, включают в себя FaceTime Audio, многостраничные папки, чёрный список контактов, а также новые возможности Find My iPhone, препятствующие использованию потерянного или украденного iPhone или iPad посторонними.

## Хронология версий iOS 7
- Представление iOS 7 beta на WWDC 2013 — 10 июня 2013 года[20]. Новая версия отличается минималистичным дизайном, сообщил генеральный директор Apple Тим Кук. Над интерфейсом iOS 7 работали главный дизайнер Apple Джонатан Айв и вице-президент OS X Крейг Федериги под руководством маркетологов Apple. Айв — один из противников элементов дизайна, которые похожи на реальные предметы. Дизайн iOS 7 — более «плоский». Интерфейс и штатные программы iOS 7 были значительно переработаны.

7.0
- iOS 7.0 beta 1 (11A4372q) — версия только для iPhone и iPod touch.
- iOS 7.0 beta 2 (11A4400f) — версия, доступная как для iPhone и iPod touch, так и для iPad. Были исправлены ошибки и добавлено приложение «Диктофон».
- iOS 7.0 beta 3 (11A4414e) — версия, доступная для iPhone, iPod touch и iPad. Включает в себя мелкие изменения и улучшения интерфейса, а также исправления других ошибок.
- iOS 7.0 beta 4 (11A4435d) — версия, доступная для iPhone, iPod touch и iPad. Улучшена плавность анимации, а также добавлены мелкие изменения и исправления.
- iOS 7.0 beta 5 (11A4435a) — версия, доступная для iPhone, iPod touch, а также для iPad. Доработана анимация, улучшена скорость работы, исправлен баг со Skype.
- iOS 7.0 beta 6 (11A4449d) — версия, доступная для iPhone, iPod Touch, а также для iPad. Обновление призвано исправить баг с загрузкой и воспроизведением непредсказуемого контента после покупки в iTunes. (16 августа 2013)
- iOS 7 GM — финальная версия iOS 7 для разработчиков (10 сентября 2013)
- iOS 7.0 (11A465) — публичный релиз (18 сентября 2013)
- iOS 7.0.1 (11A470a) — версия доступна только для iPhone 5s и 5c. Исправлены многие незначительные ошибки операционной системы, а также устранён баг с взаимодействием функции Touch ID и iTunes Store. (18 сентября 2013)
- iOS 7.0.2 (11A501) — версия для всех поддерживаемых устройств. Исправлены ошибки, которые могли позволить посторонним обойти ввод кода на экране блокировки[21]. Вновь представлена возможность ввода кода блокировки на греческой клавиатуре. (26 сентября 2013)
- iOS 7.0.3 (11B511) — версия для всех поддерживаемых устройств. Исправлены многие ошибки операционной системы. (22 октября 2013)[22]
- iOS 7.0.4 (11B554A) — версия для всех поддерживаемых устройств. Исправления некоторых ошибок, включая проблему, которая приводила к сбоям вызовов FaceTime у некоторых пользователей. (14 ноября 2013)[23]
- iOS 7.0.5 (11B601) — версия доступна только для iPhone 5s и 5c. Исправляет проблемы со связью в Китае на некоторых iPhone 5C и iPhone 5S. (29.01.2014)
- iOS 7.0.6 (build 11B651) — версия доступна для всех поддерживаемых устройств. Исправляет проблему, возникавшую при проверке SSL-подключения. (21.02.2014)

7.1
- iOS 7.1 beta 1 (build 11D5099e) — доступна для iPhone 4/4s/5/5s/5c, iPad 2/3/4/Air/Mini/Mini with Retina display, а также плееров iPod touch 5G. В обновлении исправлены ошибки предыдущих сборок и внесены изменения в работу ОС. (18 ноября 2013)
- iOS 7.1 beta 2 (build 11D5115d) — доступна для iPhone 4/4s/5/5s/5c, iPad 2/3/4/Air/Mini/Mini with Retina display, а также плееров iPod touch 5G. Текущее обновление исправляет ряд ошибок, в частности баг, связанный со сбросом установленных мелодий на значение по умолчанию.. (13 декабря 2013)
- iOS 7.1 beta 3 (build 11d5127c) — улучшение и исправление ошибок (7 января 2014)
- iOS 7.1 beta 4 (build 11D5134c) −улучшение и исправление ошибок (21 января−3 марта 2014)
- iOS 7.1 beta 5 (build 11D5145e) — добавлены новые голоса для Siri (Австралия, Китай, Япония и Англия); улучшение и исправление ошибок (4 февраля — 14 апреля)
- iOS 7.1 (build 11D167) — финальная версия (10 марта 2014)
- iOS 7.1.1 (build 11D201) — улучшено распознавание отпечатков пальцев Touch ID. Исправлена ошибка, которая могла влиять на чуткость клавиатуры. Исправлена ошибка, возникавшая во время использования клавиатур Bluetooth при включённом VoiceOver (22 апреля 2014)[24].
- iOS 7.1.2 (build 11D257) — улучшена стабильность работы iBeacon, исчез глюк при передаче данных на «неродную» периферию вроде сканеров штрихкодов и исправлена работа «класса защиты данных во вложенных файлах Mail» (30 июня 2014)[25].

### iOS 7.1
CarPlay:
- Все преимущества дизайна iOS теперь можно оценить в автомобиле.
- Просто подключите iPhone в автомобиле с поддержкой CarPlay.
- Добавлена поддержка программ «Телефон», «Музыка», «Карты», «Сообщения», а также аудиопрограмм сторонних разработчиков.
- Добавлена возможность управления CarPlay с помощью Siri, а также сенсорных экранов, ручек управления и кнопок в автомобилях.

Siri:
- Добавлена возможность вручную контролировать, когда Siri должна начинать слушать пользователя, посредством удерживания им кнопки «Домой», пока он говорит с Siri, и отпускания кнопки, когда он завершил говорить. Данный сценарий является альтернативой уже существующему варианту, при котором Siri предоставляется автоматически заметить, что пользователь завершил говорить.
- Представлено новое, более естественное звучание мужских и женских голосов на мандаринском наречии китайского, британском и австралийском английском, а также японском языках.

iTunes Radio:
- Представлено поле поиска, расположенное над «Подборкой станций», позволяющее без труда создать станцию на основе любимого артиста или песни.
- Представлена функция покупки альбомов касанием кнопки на экране «Исполняется».
- Представлена функция подписки на iTunes Match с устройств iPhone, iPad или iPod touch, чтобы слушать iTunes Radio без рекламы.

Календарь:
- Добавлена возможность отображения событий на экране просмотра месяца.
- Представлена функция автоматического добавления праздников отдельных стран, доступная для ряда стран мира.

Универсальный доступ:
- Параметр «Жирный шрифт» теперь распространяется на клавиатуру, калькулятор и ряд глифов значков.
- Параметр «Уменьшение движения» теперь распространяется на программы «Погода», «Сообщения», а также на многозначные анимации интерфейса.
- Добавлены параметры отображения форм кнопок, затемнения цветов в программах, а также понижения точки белого.

Прочее:
- Добавлена настройка автоматического включения HDR в программе «Камера» на iPhone 5s.
- Добавлена поддержка «Связки ключей iCloud» для нескольких стран.
- Представлена функция автоматической очистки уведомлений о вызовах FaceTime, когда вы отвечаете на звонок на другом устройстве.
- Исправлена ошибка, время от времени приводившая к отказу домашнего экрана.
- Улучшено распознавание отпечатков пальцев Touch ID.
- Повышена производительность iPhone 4.
- Исправлено отображение в Mail наклейки с количеством непрочитанных сообщений более 10 000.
- Реализованы дальнейшие улучшения интерфейса.

## Поддерживаемые устройства
iOS 7 поддерживается на следующих мобильных устройствах:
- iPhone
  - iPhone 4
  - iPhone 4s
  - iPhone 5
  - iPhone 5s
  - iPhone 5c
- iPad
  - iPad 2
  - iPad (3-го поколения)
  - iPad (4-го поколения)
  - iPad Air
  - iPad mini
  - iPad mini (2-го поколения)
- iPod touch
  - iPod touch (5-го поколения, 16ГБ)
  - iPod touch (5-го поколения, 32/64ГБ)